# بيريت ليندهولم
بيريت ليندهولم (بالسويدية: Berit Lindholm)‏ هي مغنية وممثلة سويدية، ولدت في 18 أكتوبر 1934 في ستوكهولم في السويد. من الجوائز التي نالتها ميدالية الآداب والفنون ‏ سنة 1988.

## جوائز
- ميدالية الآداب والفنون [الإنجليزية]‏ (1988)

## وصلات خارجية
- بيريت ليندهولم على موقع IMDb (الإنجليزية)
- بيريت ليندهولم على موقع ميوزك برينز (الإنجليزية)
- بيريت ليندهولم على موقع أول ميوزيك (الإنجليزية)
- بيريت ليندهولم على موقع ديسكوغز (الإنجليزية)
- بيريت ليندهولم على موقع قاعدة بيانات الفيلم (الإنجليزية)